# Kurtz (El corazón de las tinieblas)
Kurtz es un personaje ficticio central en la novela corta de Joseph Conrad de 1899, El corazón de las tinieblas. Se trata de un comerciante de marfil en África y comandante de un puesto comercial, que monopoliza su posición como semidiós entre los africanos nativos. Kurtz se encuentra con el protagonista de la novela, Charles Marlow, quien lo lleva a la costa en un barco de vapor. Kurtz, cuya reputación le precede, impresiona fuertemente a Marlow y, durante el viaje de regreso, Marlow es testigo de los momentos finales de Kurtz.
Kurtz, uno de los personajes más enigmáticos de la literatura del siglo XX, es un tirano mezquino, un dios moribundo, una encarnación de Europa y un asalto a los valores europeos. Parece al arquetipo del genio maligno: el individuo altamente dotado pero en última instancia degenerado cuya caída es materia de leyenda. Está relacionado con figuras como Fausto, Satanás en El paraíso perdido de John Milton, Ahab de Moby-Dick y Heathcliff de Cumbres Borrascosas. Al igual que estos personajes, es importante tanto por su estilo y elocuencia como por sus intrigas grandiosas. 

## En la novela
Kurtz es un comerciante de marfil, enviado por una oscura empresa belga al corazón de un lugar anónimo de África (generalmente considerado como el Estado Libre del Congo ). Con la ayuda de su tecnología superior, Kurtz se ha convertido en un semidiós carismático de todas las tribus que rodean su estación y de esta manera ha recolectado grandes cantidades de marfil. Gracias a ello, su nombre es conocido en toda la zona. El gerente de la empresa le dice a Marlow que Kurtz ha perjudicado el negocio en la región porque sus métodos son "poco sólidos" (unsound). Kurtz, de hecho, aporta más marfil que todas las demás estaciones juntas, y lo hace mediante el uso de la fuerza absoluta. Hace lo que desea la empresa sin ocultar sus acciones tras una fachada de buenas intenciones.
La madre de Kurtz era mitad inglesa, su padre era mitad francés y, por tanto, "toda Europa contribuyó a la creación de Kurtz". Como descubre el lector al final, Kurtz es un hombre con múltiples talentos: pintor, músico, escritor y político prometedor. Comienza, años antes de que comience la novela, como un imperialista en la mejor tradición de la "carga del hombre blanco". Se presenta al lector una pintura de Kurtz, que representa a una mujer con los ojos vendados y portando una antorcha sobre un fondo casi negro, y que claramente simboliza sus puntos de vista anteriores. Kurtz es también autor de un folleto sobre la civilización de los nativos. La presencia de su admirador, el "Arlequín" ruso, y lo que revela sobre Kurtz en sus descripciones aduladoras de él plantea dudas sobre las creencias reales de Kurtz y la sinceridad de sus puntos de vista progresistas. 
Sin embargo, durante su estancia en África, Kurtz se corrompe. Un impulso correctivo para imponer el propio gobierno caracteriza los escritos de Kurtz que son descubiertos por Marlow durante su viaje, donde despotrica en nombre de la llamada "International Society for the Suppression of Savage Customs" ("Sociedad Internacional para la Supresión de las Costumbres Salvajes") sobre sus razones supuestamente altruistas y sentimentales para civilizar a los " salvajes". El documento termina con una oscura proclama: "¡Exterminad a todos los brutos!".  Induce a los nativos a adorarlo, estableciendo rituales y veneraciones dignas de un tirano. Cuando Marlow, el protagonista, ve a Kurtz, éste está enfermo de fiebre selvática y casi muerto. Marlow toma a Kurtz y trata de llevarlo río abajo en su barco de vapor. Kurtz muere en la nave y sus últimas palabras son: "¡El horror! ¡El horror!". 
Marlow se refiere a Kurtz como “hueco” más de una vez. Esto podría tomarse de forma negativa, en el sentido de que Kurtz no es digno de contemplación. Pero también apunta, sin embargo, a la capacidad de Kurtz de funcionar como una “elección de pesadillas” para Marlow: en su vacío esencial, se convierte en una cifra, un sitio sobre el cual se pueden proyectar otras cosas. Kurtz le proporciona a Marlow una serie de paradojas que éste puede utilizar para evaluarse a sí mismo y a los hombres de la Compañía. 
Kurtz personifica la codicia y la lujuria desenfrenadas que Marlow observa en el Congo. Al regresar a Europa, Marlow está amargado y desprecia el mundo "civilizado". Varias personas se comunican con él para recuperar los documentos que Kurtz le confió, pero Marlow los retiene u ofrece documentos que sabe que no les interesan. Le entrega el informe de Kurtz a un periodista para que lo publique si lo considera oportuno. Se queda con algunas cartas personales y una fotografía de la prometida de Kurtz. Cuando Marlow la visita, ella está de luto, aunque ha pasado más de un año desde la muerte de Kurtz. Ella presiona a Marlow para obtener más informaciones y le pide que repita las últimas palabras de Kurtz. Marlow le dice que la última palabra de Kurtz fue su nombre.
Kurtz parece no tanto un individuo plenamente realizado sino una serie de imágenes construidas por otros para su propio uso. Como lo demuestran las visitas de Marlow al primo de Kurtz, al periodista belga y a la prometida de Kurtz, no parece existir un verdadero Kurtz. Para su primo, era un gran músico; para el periodista, un brillante político y líder; para su prometida, una persona muy humana y genial. 

## Antecedentes
Generalmente se entiende que la personalidad de Kurtz deriva de la historia notoriamente brutal del llamado Estado Libre del Congo, un territorio que existió como propiedad privada del rey rey Leopoldo II de Bélgica de 1885 a 1908 hasta que  en colonia belga. En su libro de historia El fantasma del rey Leopoldo, Adam Hochschild sugiere que Léon Rom, un administrador en el Congo del rey Leopoldo, fue la principal inspiración para el personaje de Kurtz, citando referencias como las cabezas en las estacas fuera de la estación y otras similitudes entre los dos. Hochschild y otros autores también han sugerido que el destino de la desastrosa "columna de retaguardia" de la expedición de ayuda de Emin Pasha (1886-188) en el Congo también puede haber influido. El líder de la columna , Edmund Musgrave Barttelot, "se volvió loco, comenzó a golpear, azotar y matar gente, y finalmente fue asesinado". Bloom señala que la brutalidad sofisticada de Kurtz se acerca más a la del comerciante de esclavos asociado de Barttelot, Tippu Tip. El líder general de la expedición, Henry Morton Stanley, la figura principal involucrada en la preparación del Congo para el gobierno de Leopoldo, también puede haber tenido una influencia.   El biógrafo de Conrad, Norman Sherry, consideró que Arthur Hodister (1847-1892), un comerciante belga solitario pero exitoso, que hablaba tres lenguas congoleñas y era venerado por los congoleños hasta el punto de la deificación, habría servido como modelo principal, mientras que estudiosos posteriores han refutado esta hipótesis.    Peter Firchow menciona la posibilidad de que Kurtz sea un compuesto, inspirado en varias figuras presentes en el Estado Libre del Congo en ese momento, así como en la imaginación de Conrad sobre lo que podrían haber tenido en común. 

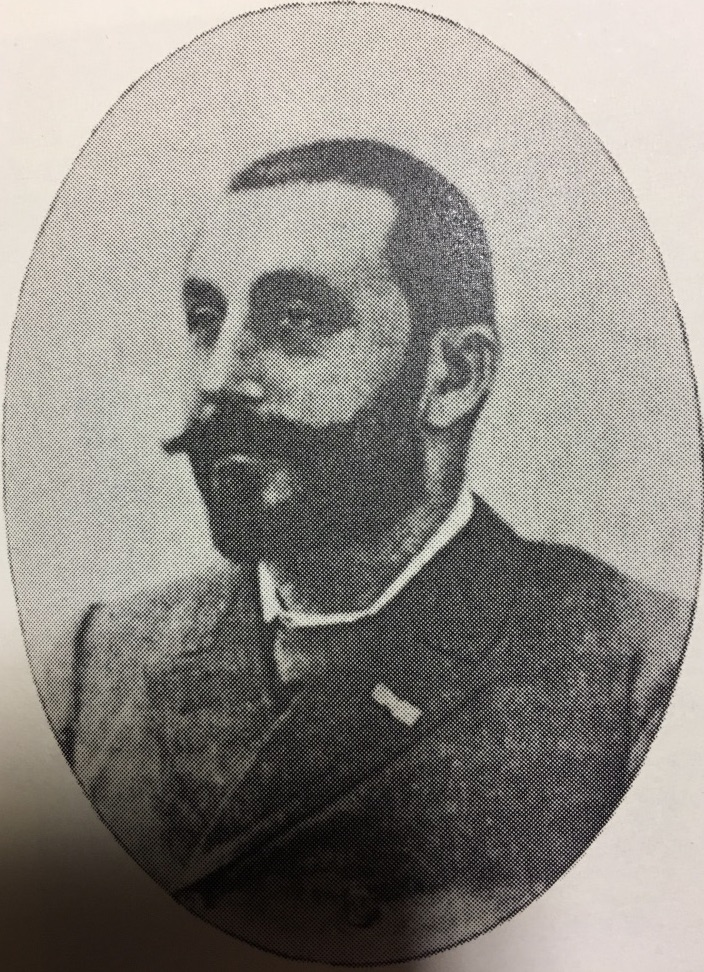
Arthur Hodister (1847-1892), quien según el biógrafo de Conrad, Norman Sherry, fue una de las fuentes de inspiración para Kurtz.

Un biógrafo de Conrad, Norman Sherry, considera que Arthur Hodister (1847-1892),  fue una de las fuentes de inspiración para Kurtz.  
Un conocido personal de Conrad, Georges Antoine Klein, también pudo haber sido una base real para el personaje. Klein era empleado de la empresa comercial Société Anonyme Belge pour le Commerce du Haut-Congo, con sede en Bruselas, y murió poco después de ser recogido en el barco de vapor que piloteaba Conrad. Además, "Klein" significa "pequeño" en alemán y, como reflexiona Marlow en la novela, "Kurz" significa "corto" en el mismo idioma.
Conrad también expresó su admiración por los escritos de Robert Louis Stevenson sobre el Océano Pacífico, en particular, los cuentos The Beach of Falesá y The Ebb-Tide, así como el relato de no ficción de Tembinok que apareció en In the South Seas. Los tres textos contienen megalómanos que manipulan sus circunstancias y entornos remotos para afirmar su poder sobre los demás. Se cree ampliamente  que Conrad se inspiró en estos personajes, así como en la trama de Stevenson, al escribir El corazón de las tinieblas.

## En otras obras

### Películas
En la adaptación libre de 1958 de la serie de antología televisiva de CBS Playhouse 90, Boris Karloff interpretó a Kurtz. Esta versión utiliza el encuentro entre Marlow y Kurtz como acto final y agrega una historia de fondo en la que Marlow había sido el hijo adoptivo de Kurtz.
La aclamada película de Francis Ford Coppola   sobre la guerra de Vietnam, Apocalypse Now (1979), se centra en la misión del protagonista de encontrar y matar al renegado coronel Kurtz (interpretado por Marlon Brando ), basada en el personaje de Conrad, que se ha vuelto rebelde. río arriba, en lo profundo de la selva camboyana. El guion reconoce El corazón de las tinieblas como fuente de inspiración, y las últimas palabras del coronel Kurtz, "¡El horror! ¡El horror!", hacen eco de las de su homónimo en la novela.
En la mal recibida versión TNT de la historia, Heart of Darkness , dirigida por Nicolas Roeg, Kurtz, que se ha vuelto loco y ahora comete los actos más horribles y blasfemos, fue interpretado por John Malkovich.
El documental African Apocalypse de 2020 sigue los paralelos entre el ficticio Kurtz y el brutal Paul Voulet, quien dirigió una expedición asesina a Níger en el año en que se publicó El corazón de las tinieblas. 

### Juegos
El videojuego fallout: New Vegas (2010) presenta un personaje similar en muchos aspectos a Kurtz, un hombre que se refiere a sí mismo como César. César fue inicialmente un diplomático que salió al mundo posapocalíptico en un intento de aumentar el conocimiento de los ahora habitantes tribales y aprender de sus culturas para facilitar el entendimiento en el páramo. César finalmente se volvió loco de poder después de convertirse en el líder de facto de una de esas tribus y los lideró en el desmantelamiento de otras tribus que luego se asimilaron a su grupo. Ahora es el gobernante de la Legión de César, un vasto ejército de tribus inspirado en el Imperio romano. Al igual que Kurtz, César es una figura educada y carismática a quien sus subordinados adoran como a un dios; en el caso de César, sus seguidores creen que es la reencarnación de Marte, el dios romano de la guerra.
El videojuego Spec Ops: The Line (2012), otra adaptación flexible modernizada de Heart of Darkness (ambientada en un Dubái en ruinas), tiene una figura similar de Kurtz llamada Coronel John Konrad.

### Literatura
La novela Headhunter (1993) de Timothy Findley presenta la fuga de Kurtz del Corazón de las Tinieblas y el posterior reinado de terror sobre la ciudad de Toronto como psiquiatra jefe del Instituto Parkin.
El poema " The Hollow Men " de T. S. Eliot comienza con la frase "Mistah Kurtz – He Dead". 
En la novela de Josef Škvorecký Příběh inženýra lidských duší  (El ingeniero de las almas humanas), Kurtz es visto como el epítome del colonialismo exterminador.

### Manga
Who Fighter with Heart of Darkness es una antología que incluye una adaptación a manga de Heart of Darkness. Al igual que Apocalypse Now, el escenario cambia a la Birmania de la Segunda Guerra Mundial y trata de un soldado llamado Maruo enviado a cazar al coronel renegado Kurutsu. 